# .tw
.tw è il dominio di primo livello nazionale assegnato a Taipei cinese.
Nel 2010 ICANN ha approvato i domini internazionalizzati .台灣 (xn--kpry57d) e .台湾 (xn--kprw13d).